# Toni Snétberger
Toni Snétberger (* 18. August 1983 in Annaberg-Buchholz) ist ein deutscher Schauspieler.

## Leben
Der Sohn des ungarischen Gitarristen Ferenc Snétberger verbrachte die ersten fünf Jahre seines Lebens in Budapest. Ab 1988 lebte er mit seiner Familie in Ost-Berlin. Seit seiner Jugend wirkt Snétberger in zahlreichen Fernseh- und Kinoproduktionen mit. Er hatte nach Auftritten in Serien wie Ein Fall für zwei, Praxis Bülowbogen, SOKO Leipzig und als Daniel Kaminski in Mein Leben und ich erste Kinorollen in Kleinruppin forever (2004) und Esperanza (2006). Von Juli 2006 (Folge 1077) bis Februar 2018 (Folge 1662) spielte er die Rolle des Enzo Buchstab in der ARD-Serie Lindenstraße.
Snétberger leitete in der Niels Ruf Show die Showband, bei der er Schlagzeug spielte. Die Sendung lief ab dem 30. Oktober 2006 auf dem digitalen Fernsehsender Sat.1 Comedy und vom 18. April 2008 bis zum 18. Oktober 2008 im frei empfangbaren Sat.1. Gelegentlich spielt er auch in dem Jazz-Trio seines Vaters Schlagzeug.

## Filmografie
- 1998: Mama ist unmöglich (Fernsehserie, 1 Folge)
- 1998: Hallo, Onkel Doc! (Fernsehserie, 1 Folge)
- 2000: Der letzte Sommer (Fernsehfilm)
- 2000: Ein Fall für zwei (Fernsehserie, 1 Folge)
- 2001: Mein Vater und andere Betrüger (Fernsehfilm)
- 2001: Tatort: Bienzle und der Todesschrei (Fernsehreihe)
- 2001–2009: Mein Leben & Ich (Fernsehserie)
- 2003: Auf Angriff (Kurzfilm)
- 2003: Beach Boys – Rette sich wer kann (Fernsehfilm)
- 2004: Gram (Kurzfilm)
- 2004: Kleinruppin forever (Kinofilm)
- 2004: Tatort: Eine ehrliche Haut
- 2004: Küstenwache (Fernsehserie, 1 Folge)
- 2004: Die Kommissarin (Fernsehserie, 1 Folge)
- 2005: SOKO Leipzig (Fernsehserie, 1 Folge)
- 2005: Die Diebin & der General (Fernsehfilm)
- 2005: Die Rettungsflieger (Fernsehserie, 1 Folge)
- 2005: 18 – Allein unter Mädchen (Fernsehserie, 1 Folge)
- 2005: Mätressen – Die geheime Macht der Frauen (Fernsehserie, Folge: Die Geliebte des Sultans)
- 2006–2018: Lindenstraße (Fernsehserie, 224 Folgen)
- 2006: Esperanza (Kinofilm)
- 2008: Volles Haus (Fernsehserie, 4 Folgen)